# 前野朋哉
前野 朋哉（まえの ともや、1986年〈昭和61年〉1月14日 - ）は、日本の俳優、映画監督。
岡山県倉敷市出身、ブレス・チャベス事業部所属。

## 来歴
岡山県立倉敷天城高等学校卒業。大阪芸術大学芸術学部映像学科卒業。中央大学文学部哲学科卒業。
大学一回生の時に先輩石井裕也監督作品の『剥き出しにっぽん』に照明助手、役者で参加。
初の長編『ショッキングピンク』では主演、監督を務め、同じく監督した「GOGO まりこ」はハンブルク日本映画祭に正式招待され、京都国際学生映画祭では入選した。
監督、脚本、主演した『脚の生えたおたまじゃくし』は、2009年に第4回福井映画祭にて 観客賞と田中光敏監督賞を受賞し、2010年にはゆうばり国際ファンタスティック映画祭のオフシアター・コンペティション部門で審査員特別賞とシネガーアワードを受賞した。2011年3月大阪で行われた映画祭のトークショーでジョニー・トーから「彼は将来有望な監督だ。」と評された。自主制作映画の監督をしつつも、石井裕也から役者も続けた方が良いと勧められ、現在に至る。
一般人女性と6年間の遠距離恋愛の末、2014年3月28日に結婚。結婚の事実は同年4月4日、映画『大人ドロップ』の舞台挨拶で主演の池松壮亮が発表したことによって公になった。知人や先輩に結婚の報告をする前に公にされてしまったので、舞台挨拶後にすぐさま連絡しまわったという。翌年に第一子となる男児が誕生し、現在は2男の父である。
2016年に出演した映画『エミアビのはじまりとはじまり』で演じた漫才コンビ「エミアビ」のコンビ名で、森岡龍とともにM-1グランプリ2016に出場し、予選の1回戦を突破した。2017年には連続テレビ小説『わろてんか』の劇中でも大野拓朗とともにお笑いコンビ役を演じ、M-1グランプリ2017に「潮干狩」のコンビ名で出場し、予選の1回戦を突破した。
2016年、「おかやま晴れの国大使」に任命される。

## 出演作品

### 映画
- 剥き出しにっぽん（2005年、石井裕也監督）
- くだ（2005年、塩塚圭輔監督）
- 反逆次郎の恋（2006年、石井裕也監督）
- 東京の空の雲はナタデココ（2006年、石井裕也監督）
- グレートブリテン（2007年、石井裕也監督） - 主演
- 古屋の次第（2007年、加藤秀仁監督）
- TAIMANnoGRooVE（2008年、山本憲吾監督） - 主演
- 見上げればシロ（2008年、宇都英生監督）
- 君と歩こう（2008年、石井裕也監督） - 竹友 役
- カノジョは大丈夫（2009年、安川有果監督） - 河田義市 役
- 脚の生えたおたまじゃくし（2009年）※CO2映画祭主演男優賞受賞
- ニュータウンの青春（2010年、森岡龍監督） - 新聞配達員 役
- 終わってる（2010年、今泉力哉監督） - ババケン 役
- 見えないほどの遠くの空を（2011年、榎本憲男監督） - 森本 役
- 大阪外道 OSAKA VIOLENCE（2015年、石原貴洋監督）
- モテキ（2011年、大根仁監督） - 居酒屋店員 役
- スマグラー おまえの未来を運べ（2011年、石井克人監督） - 若いコンビニ店員 役
- 指輪をはめたい（2011年、岩田ユキ監督） - 巣鴨 役
- 妹の足（2011年、山岡大祐監督） - 主演
- アフロ田中（2012年、松居大悟監督） - 高校生 役
- 桐島、部活やめるってよ（2012年、吉田大八監督） - 武文 役
- 闇金ウシジマくん シリーズ（山口雅俊監督） - しんこch. 役
  - 闇金ウシジマくん（2012年8月25日公開）
  - 闇金ウシジマくん Part3（2016年9月22日公開）
- エアーズロック まさかの劇場版（2013年、今泉力哉監督）
- 舟を編む（2013年、石井裕也監督）
- 図書館戦争（2013年4月27日公開、佐藤信介監督） - 明石 役
- モンゴル野球青春記 バクシャー（2013年6月15日公開、武正晴監督）
- 神奈川芸術大学映像学科研究室（2013年7月7日公開、坂下雄一郎監督） - 斉藤健二 役
- ハアドボイルド漫談師 大風呂屋エイジ（2013年9月28日公開、川原康臣監督） - 河津町観光協会職員 英一 役
- 少年H（2013年、降旗康男監督） - 爆撃機を見つける青年 役
- 潔く柔く（2013年、新城毅彦監督） - 関谷 役
- 銀の匙（2014年3月7日公開、吉田恵輔監督） - 小野寺 役
- 激写!カジレナ熱愛中!（2014年3月15日公開、安川有果監督）
- 大人ドロップ（2014年4月4日公開、飯塚健監督） - 岡田始 役
- 青天の霹靂（2014年5月24日公開、劇団ひとり監督） - 勘太 役
- 万能鑑定士Q -モナ・リザの瞳-（2014年5月31日公開、佐藤信介監督） - 島田 役
- 鬼灯さん家のアネキ（2014年9月6日公開、今泉力哉監督） - 鬼灯吾朗 役
- ぶどうのなみだ（2014年10月11日公開、三島有紀子監督） - 郵便屋の月折さん 役
- 日々ロック（2014年11月22日公開、入江悠監督） - 草壁まもる 役
- Last Wedding Dress（2014年製作、上田慎一郎監督） - 上田悠二 役　※「上田慎一郎ショートムービーコレクション」の一編として2018年10月公開
- 娚の一生（2015年2月14日公開、廣木隆一監督） - 園田哲志 役
- でーれーガールズ（2015年2月21日公開、大九明子監督） - 荒川雄哉 役
- チキンズダイナマイト（2015年公開、飯塚俊光監督）
- イニシエーション・ラブ（2015年5月23日公開、堤幸彦監督） - 梵ちゃん 役
- グラスホッパー（2015年11月7日公開）  - 野次馬 役
- 秘密 THE TOP SECRET（2016年8月6日公開、大友啓史監督） - 司法浪人生 役
- エミアビのはじまりとはじまり（2016年9月3日公開、渡辺謙作監督） - 主演・海野 役（森岡龍とのダブル主演）[8]
- 笑う招き猫（2017年4月29日公開、飯塚健監督） - 土井亮 役
- ヴァンパイア ナイト（2017年5月6日公開、山崎晋平監督） - 神楽坂浩仁 役
- トモシビ 銚子電鉄6.4kmの軌跡（2017年5月20日公開、杉山泰一監督） - 龍神守 役
- 東京喰種トーキョーグール（2017年7月29日公開） - 草場一平 役[9]
- リングサイド・ストーリー（2017年10月14日公開、武正晴監督）
- エキストランド（2017年11月11日公開、坂下雄一郎監督） - 内川譲二 役[10]
- 勝手にふるえてろ（2017年12月23日公開、大九明子監督） - 最寄駅の駅員 役
- 海の底からモナムール（2017年、ロナン・ジレ監督） - マツ 役
- 嘘八百 シリーズ（武正晴監督） - 野田誠治 役
  - 嘘八百（2018年1月5日公開）
  - 嘘八百 京町ロワイヤル（2020年1月31日公開）
  - 嘘八百 なにわ夢の陣（2023年1月6日公開）[11]
- チェリーボーイズ（2018年2月17日公開、西海謙一郎監督） - 高杉誠 役
- 旅猫リポート（2018年10月26日公開、三木康一郎監督） - 吉峯大吾 役[12]
- 劇場版 仮面ライダージオウ Over Quartzer（2019年7月26日公開、田﨑竜太監督） - 織田信長 役[13]
- プリズン13（2019年8月30日公開、渡辺謙作監督） - ユウキ 役[14]
- いのちスケッチ（2019年11月8日福岡県先行公開 / 2019年11月15日全国公開、瀬木直貴監督） - 赤坂修 役
- 魔法少年☆ワイルドバージン（2019年12月6日公開、宇賀那健一監督） - 主演・星村幹夫 役
- “隠れビッチ”やってました。（2019年12月6日公開、三木康一郎監督） - 川田利光 役
- 一度死んでみた（2020年3月20日公開、松竹） - 野畑製薬の社員 役
- 私をくいとめて（2020年12月18日、日活） - 脳内Ａ 実写 役
- ある用務員（2021年1月29日公開、阪元裕吾監督） - 本田優介 役[15]
- ウェディング・ハイ（2022年3月12日公開、大九明子監督） - 倉田大輔 役[16]
- ハケンアニメ!（2022年5月20日公開、吉野耕平監督） - 根岸 役[17]
- 近江商人、走る!（2022年12月30日公開、三野龍一監督） - 有益 役[18]
- ひみつのなっちゃん。（2023年1月13日公開、田中和次朗監督） - ズブ子 / 沼田治彦 役[19]
- うかうかと終焉（2023年10月13日公開、大田雄史監督） - 清水ショウタ 役[20]
- つゆのあとさき（2024年6月22日公開、山嵜晋平監督） - 川島 役[21]
- 室町無頼（2025年1月17日公開、入江悠監督）- 七尾ノ源三 役[22][23]
- 晴れの国（2025年3月1日公開、大森青児監督） - 康太 役[24]
- 劇場版 TOKYO MER 〜走る緊急救命室〜 南海ミッション（2025年8月1日公開、松木彩監督） - 若手官僚 役[25]
- 蔵のある街（2025年8月22日公開予定、平松恵美子監督） - 中桐仙太 役[26][27][28][29]
- ベートーヴェン捏造（2025年9月12日公開予定、関和亮監督） - 劇場スタッフ 役[30]
- 君の顔では泣けない（2025年11月14日公開予定、坂下雄一郎監督）[31]

### テレビドラマ
- 土曜ワイド劇場 遺品の声を聴く男2（2010年9月18日、ABC）
- BOSS 第6話 （2011年5月26日、フジテレビ） - 人質F 役
- 絶対零度〜特殊犯罪潜入捜査〜 第4話（2011年8月2日、フジテレビ） - 島津幹夫 役
- 深夜食堂2 第15話「缶詰」（2011年11月11日、MBS / 11月16日、TBS） - ユウキ 役
- Friend-Ship Project（テレビ東京）
  - 第9弾「タクのタクシー」（2012年3月31日） - 学生 役
  - 第11弾「15年目の同窓会」（2014年2月3日 - 19日） - 横山高行 役
- エアーズロック 第12話・最終話（2012年、東名阪ネット6系列他） - ゴカンイエロー / 黄珍快 役
- 大河ドラマ大作戦（2012年8月26日、NHK総合） - 小山田直也 役
  - 放送博物館危機一髪（2013年3月30日）
- ドラマ24（テレビ東京）
  - まほろ駅前番外地 第9話（2013年3月9日） - ガス作業員 役
  - 孤独のグルメ Season5 第11話（2015年12月12日、テレビ東京） - 息子 役
- 空飛ぶ広報室（2013年4月14日 - 6月23日、TBS） - 大津裕一 役
- 連続テレビ小説（NHK総合）
  - あまちゃん 第75話（2013年6月26日） - スタッフA 役
  - マッサン 第7話 - 第39話、第107話（2014年10月7日 - 11月12日、2015年2月6日） - 池田晋平 役
    - 「マッサン」スピンオフ（2015年4月25日・5月2日、NHK BSP）

  - わろてんか 第30話 - 最終話（2017年11月4日 - 2018年3月31日） - 潮アサリ（本名：浅井利一） 役
    - わろてんか スピンオフ『ラブ&マンザイ〜LOVE and MANZAI〜』 第3話「楓の恋のラビリンス」（2018年4月21日、NHK BSP）

  - カムカムエヴリバディ（2021年11月1日 - 2022年4月8日） - 柳沢健一 役、柳沢慎一（健一の孫） 役
- 天魔さんがゆく 第8話（2013年9月10日、TBS） - 特番ディレクター 役
- ノーコン・キッド 〜ぼくらのゲーム史〜 第8話・第9話（2013年11月23日・30日、テレビ東京） - バーチャ三天王三男 役
- 大河ドラマ（NHK総合）
  - 八重の桜  第47話、第49話・最終話（2013年11月24日、12月8日・15日） - 山路愛山 役
  - べらぼう〜蔦重栄華乃夢噺〜（2025年放送予定） - 勝川春章 役[32]
- 新春ドラマスペシャル“新参者”加賀恭一郎「眠りの森」（2014年1月2日、TBS） - 住人B 役
- Friend-Ship Project 第11弾「15年目の同窓会」（2014年2月10日・12日、テレビ東京） - 横山高行 役
- 鼠、江戸を疾る 第7話（2014年3月6日、NHK総合） - 川上藩主 役
- きっと役立つ?危機回避術 温水★危機一髪!（2014年3月17日、NHK総合）
- 大人番組リーグ2 第一夜「ああ、ラブホテル」（2014年4月6日、WOWOW） - 中国人従業員 役
- ホワイト・ラボ〜警視庁特別科学捜査班〜 第7話（2014年5月26日、TBS） - 梶川秀雄 役
- 金田一少年の事件簿N（neo） 第3話・第4話（2014年8月2日・9日、日本テレビ） - 森村圭一 役
- ゼロの真実〜監察医・松本真央〜 第5話（2014年8月14日、テレビ朝日） - 友部清隆 役
- 青山ワンセグ開発「前野クンの中の人」（2014年9月5日 - 19日、NHK Eテレ） - 前野朋哉 役、他17役
- おやじの背中 最終話「北別府さん、どうぞ」（2014年9月14日、TBS） - 大津 役
- 被爆70年 復興を支えた市民たち 第1回 鯉昇れ、焦土の空へ あなたは広島カープを知っていますか?（2014年9月26日、NHK広島） - 磯田憲一 役
- 素敵な選TAXI 第2話（2014年10月21日、関西テレビ） - 熱血目撃者 役
- ああ、ラブホテル 第2話（2014年12月28日、WOWOW） - 水野祐太 役
- 土曜ドラマ（NHK総合）
  - 限界集落株式会社 第2話 - 最終話（2015年2月7日 - 28日） - 梅田千秋 役
  - トットてれび 最終話（2016年6月18日） - AD 役
- 孤独のグルメ Season5 第11話    （2015年12月12日、テレビ東京）  - 息子 役
- 太鼓持ちの達人〜正しい××のほめ方〜 第5話（2015年2月9日、テレビ東京） - 戸賀里泰介 役
- 日曜オリジナルドラマ 連続ドラマW「翳りゆく夏」 最終話（2015年2月15日、WOWOW） - 東 役
- プレミアムよるドラマ「その男、意識高い系。」 第2話、第4話 - 第6話、最終話（2015年3月10日、3月24日 - 4月7日、4月21日、NHK BSP） - 窪田充 役
- 土曜オリジナルドラマ 連続ドラマW「闇の伴走者」 第2話 - 第4話（2015年4月18日 - 5月2日、WOWOW） - 竹内康介 役
  - 土曜オリジナルドラマ 連続ドラマW「闇の伴走者〜編集長の条件」 第1話・第2話、最終話（2018年3月31日・4月7日、4月28日）
- LOVE理論 第1話、第3話、第8話、第11話・最終話（2015年4月13日、4月27日、6月1日、6月23日・29日、テレビ東京） - 川村武志 役
- 恋仲（2015年7月20日 - 9月14日、フジテレビ） - 小谷照吉 役
- 毎日放送の深夜ドラマ枠 となりの関くんとるみちゃんの事象 最終話（2015年9月14日、毎日放送 / 9月16日、TBS） - 男性客 役
- Eテレ・ジャッジ『地球防衛機構(仮)』（2015年10月6日・20日、NHK Eテレ） - 戦闘員 役
- おかしの家（2015年10月21日 - 12月23日、TBS） - 金田剛 役
- 金曜8時のドラマ（テレビ東京）
  - 釣りバカ日誌〜新入社員 浜崎伝助〜 第6話（2015年11月27日） - 浜崎純友 役
    - 釣りバカ日誌 Season2〜新米社員 浜崎伝助〜 第4話（2017年5月12日）

  - 石川五右衛門（2016年10月14日 - 12月2日） - 足柄の金蔵 役
- 火曜ドラマ 重版出来! 第1話・第2話、第6話、最終話（2016年4月12日・19日、5月17日、6月14日、TBS） - 八丹カズオ 役[33]
- 好きな人がいること 第2話（2016年7月18日、フジテレビ） - 斉藤圭吾 役
- 昔話法廷『浦島太郎』裁判（2016年8月5日、NHK Eテレ） - 亀 役 ※声の出演[34]
- ほんとにあった怖い話 夏の特別編2016「押し入れが怖い」（2016年8月20日、フジテレビ） - 坂田義之 役
- 日曜オリジナルドラマ 連続ドラマW「楽園」（2017年1月8日 - 2月12日、WOWOW） - 多田真人 役
- 山口発地域ドラマ 朗読屋（2017年1月18日、NHK BSP） - 角田 役
- 視覚探偵 日暮旅人 第4話（2017年2月12日、日本テレビ） - 赤羽の家康 役
- もしもドラマ がんこちゃんは大学生 第3話（2017年3月9日、NHK総合） - シュチョウ 役
- ネクストブレイク「上田×下田〜モテない理由が分かる恋愛データドラマ〜」（2017年4月2日、日本テレビ） - 下田 役
- 笑う招き猫 最終話（2017年4月12日、TBS / 4月17日、MBS） - 土井亮 役
- アイドル×戦士 ミラクルちゅーんず! 第6話、第19話、第42話、第50話・最終話（2017年5月7日、8月6日、2018年1月14日、3月18日・25日、テレビ東京） - 塩野守 役
- ハロー張りネズミ 第6話（2017年8月18日、TBS） - 郵便局員 役
- 刑事ゆがみ 第4話（2017年11月2日、フジテレビ） - 警備員 役
- コウノドリ 第2シリーズ 第4話（2017年11月3日、TBS） - 秋野壮太 役
- 日曜ワイド「ハルさん〜花嫁の父は名探偵!?」（2017年12月3日、テレビ朝日） - 長谷紀雄 役
- サバイバル・ウェディング（2018年7月14日 - 9月22日、日本テレビ） - 中島鉄男 役
- 正月時代劇 家康、江戸を建てる 後編「金貨の町」（2019年1月3日、NHK総合） - 朋蔵 役
- ちょいドラ2019「斬る女」（2019年1月12日、NHK総合） - 下田 役
- フルーツ宅配便 第2話 - 第4話、第9話 - 最終話（2019年1月19日 - 2月9日、3月9日 - 30日、テレビ東京） - 小田哲郎 役[35]
- 日曜プライム テレビ朝日開局60周年記念 松本清張ドラマスペシャル「疑惑」（2019年2月3日、テレビ朝日） - 藤原好郎 役
- 長崎発地域ドラマ「かんざらしに恋して」（2019年2月6日、NHK BSP） - 為永太郎 役[36]
- THE GOOD WIFE / グッドワイフ 第7話（2019年2月24日、TBS） - 店長 役
- 浮世の画家（2019年3月24日、NHK BS8K / 3月30日、NHK総合） - 中原康成・カメさん 役
- 俺のスカート、どこ行った? 第4話（2019年5月11日、日本テレビ） - 魚住所長 役
- スカム（2019年7月1日 - 8月26日、MBS / 7月3日 - 8月28日、TBS） - 清宮壮一 役[37]
- 時効警察はじめました 第5話（2019年11月15日、テレビ朝日） - 安田 役
- G線上のあなたと私 第6話（2019年11月19日、TBS） - 男性店員 役
- 歪んだ波紋 第6話（2019年12月8日、NHK BSP） - 谷崎隼人 役
- ホームルーム 第1話、第4話、第6話、第9話（2020年1月24日、2月14日、2月28日、3月20日、MBS） - 森信一郎 役[38]
- アメリカに負けなかった男～バカヤロー総理 吉田茂～（2020年2月24日、テレビ東京） - 田中角栄 役[39]
- 行列の女神〜らーめん才遊記〜（2020年4月20日 - 6月8日、テレビ東京） - 須田正史 役[40]
- ダブルブッキング（2020年6月28日、日本テレビ） - 健人 役
- 警視庁・捜査一課長2020 第9話（2020年7月2日、テレビ朝日） - 小堺保 役
- リモートで殺される（2020年7月26日、日本テレビ） - 北川淳二 役[41]
- 逃げるは恥だが役に立つ ガンバレ人類! 新春スペシャル!!（2021年1月2日、TBS） - 市役所職員 役[42]
- 青きヴァンパイアの悩み 第5話（2021年3月8日、TOKYO MX） - 酔っぱらい 役
- サ道2021 第4話（2021年7月31日、テレビ東京） - ヘルパーさん 役
- 准教授・高槻彰良の推察 Season2 第2話（2021年10月17日、WOWOW） - 柳田 役
- 婚姻届に判を捺しただけですが（2021年10月19日 - 12月21日、TBS） - 百瀬旭 役[43][44]
- 真犯人フラグ 第5話 - 第9話（2021年11月14日 - 12月12日、日本テレビ） - 中村充 役
- 必殺仕事人（2022年1月9日、ABCテレビ・テレビ朝日） - 盆山の新八 役[45]
- 失恋めし 第2話（2022年1月14日、Amazon Prime Video/2022年7月、読売テレビ） - 部下 役[46]
- ダブル（2022年6月4日 - 8月6日、WOWOW） - 川上たつひこ 役[47]
- クロサギ 第1話（2022年10月21日、TBS） - 道上 役[48]
- かりあげクン（2023年1月7日 - 、BS松竹東急） - ナレーター[49]
- リバーサルオーケストラ（2023年1月11日 - 3月15日、日本テレビ） - 土井琢郎 役[50][51]
- ブラッシュアップライフ 第3話・第6話（2023年1月22日・2月12日、日本テレビ） - 前野朋哉（本人） 役[52]
- ラストマン-全盲の捜査官- 第4話（2023年5月14日、TBS） - 松宮聡 役
- トリリオンゲーム 第4話 - 第6話・最終話（2023年8月4日 - 18日・9月15日、TBS） - 斜森太郎 役[53]
- 科捜研の女 season23 第6話（2023年9月20日、テレビ朝日） - 徳永衛 役[54][55]
- 広重ぶるう（2024年3月23日、NHK BSP4K）[56]
- 花咲舞が黙ってない 第3シリーズ 第4話（2024年5月4日、日本テレビ） - 平井勇磨 役[57]
- パンドラの果実〜科学犯罪捜査ファイル〜 最新章SP （2024年6月16日、日本テレビ）[58]
- 西園寺さんは家事をしない 第4話（2024年7月30日、TBS） - ハルトパパ 役[59]
- アイメイド・マーメイド（2024年8月4日 - 、テレビ神奈川） - 店長 役[60]
- Qrosの女 スクープという名の狂気 第1話・第5話 - 第9話（2024年10月7日・11月4日 - 12月2日、テレビ東京） - 岩崎智弘 役[61]
- 筋トレサラリーマン 中山筋太郎〜メリークリスマッスル編〜（2024年12月26日、読売テレビ・日本テレビ） - 冨永賢治 役[62]
- ホットスポット 第9話・最終話（2025年3月9日・16日、日本テレビ） - ミノケン / 蓑田賢治 役[63]
- 藤子・F・不二雄 SF短編ドラマ シーズン3「ミラクルマン」（2025年3月25日、NHK BSプレミアム4K）[64]
- 能面検事 第2話（2025年7月18日、テレビ東京） - 大町伸二 役[65]
- 浮浪雲（2026年〈予定〉 - 、NHK BS・NHK BSプレミアム4K）[66]

### 劇場アニメ
- ひるね姫 〜知らないワタシの物語〜（2017年3月18日） - 雉田 / タキージ 役[67]
- 音楽（2020年1月11日） - 太田 役[68]

### 広報映像作品
- 岡山県広報アニメ『みんなのおかやま犬』（2016年） - 桃さん 役 ※声の出演 [69]
- 岡山県広報ドラマ『ぽつり、岡山』（2019） - 晴野晴郎 役 ※監督も兼務 [70]

### バラエティ
- 中居正広の金曜日のスマたちへ 金スマ波瀾万丈「蛭子能収」再現ドラマ（2014年11月21日、TBSテレビ） - 蛭子能収 役
- 痛快TV スカッとジャパン（2015年7月6日、フジテレビ） - オタク 役
- マツコ&有吉 かりそめ天国（2017年4月5日 - 、テレビ朝日） - ナレーション
- アメトーーク!（2017年11月30日、テレビ朝日）
- レシピ 私が作ったごはん（2018年1月26日、NHK岡山 中国ブロックでNHK総合放送）料理番組
- 激レアさんを連れてきた。（2018年2月19日、テレビ朝日） - 客員研究員(ゲスト)
- ともちんのぶちうま（2020年3月2日 - 5日、NHK広島）グルメ番組 - ナレーション・題字・画[71]
- 痛快TV スカッとジャパン（2022年1月31日、フジテレビ） - 「ミステリースカッと」 天野　役

### 教育
- NHK高校講座 ビジネス基礎（2019年4月 - 、NHK Eテレ）司会 隔週火曜
- シャキーン!（2019年5月15日 - 2022年3月31日、NHK Eテレ）コーナー「つりあってる？」夫役

### ラジオドラマ
- FMシアター「たきれん！」（2020年2月8日、NHK-FM） - キツネのレンジロウ 役[72]

### ウェブドラマ
- 酒癖50（2021年7月22日、ABEMA） - 下野優 役
- パンドラの果実〜科学犯罪捜査ファイル〜 Season3 第1話（2024年6月16日、Hulu） - 栗山ミキオ 役[58]
- まだゆめをみていたい（2024年7月26日 - 、Hulu）[73]
- 龍が如く〜Beyond the Game〜（2024年10月25日 - 、Amazon Prime Video） - サイの花屋 役[74]
- ゴースト・オブ・レディオ〜バチボコ怖い心霊バスツアー〜（2024年11月17日・29日、Streaming+・PIA LIVE STREAM） - ガンジス田中 役[75]
- 笑ゥせぇるすまん #2「シーソーゲーム」（2025年7月18日、Amazon Prime Video）[76][77]
- おとなになっても（2025年配信予定、Hulu） - 黒沢透 役[78]

### オリジナルDVD
- ZOMBIE TV「ゾンビっていいなあ〜」（2013年12月18日発売） - 馬場新太 役
- 乃木坂46 11thシングル『命は美しい』Type-B/DISC2 DVD 「井上小百合&斉藤優里」PV - 井上小百合の兄 役（気の優しい乃木坂46オタク）

### PV
- Unlimited tone「Change」（2016年6月29日発売） - 山田一郎 役

### CM
- LOTTE XYLITOLE「レコーディング音の嵐編」（2010年5月 - 2010年11月）
- 大戦乱!!三国志バトル 三国志バトル「プレイヤー in 三顧の礼」篇 （2013年3月）
- ベネッセコーポレーションたまひよ（2013年9月）
- 森永製菓DARS（2013年10月） - 山田 役
- 大和ハウス 「ベトナムにも」編 （役所広司、夏木マリ、古田新太と共演）
- ベンチャーリパブリックTravel.jp空の最安値「TAXI」篇（2014年）
- KDDI
  - au「800MHz／トビラ」篇（2014年）
  - au三太郎シリーズ（2016年6月 - ） - 一寸法師（一寸）役[79]　彦星 役
- 日本マクドナルド
  - 月見バーガー「月見で月見」篇（2014年9月）
  - チキンタツタ「迷う男」篇（2017年2月）
  - チキンタツタ「食べてみたら？」篇（2018年2月）
  - チキンタツタ「コイントス」篇（2019年2月）
- ダイドー miuシリーズ「健康とミネラル」篇（2015年3月 - ）
- ダイハツ工業 ムーヴキャンバス「外観」篇（2017年6月 - ）
- ヤプリ「社内共有 篇」（2019年2月18日 - ） - 神保悟志、角田晃広（東京03）と共演・WebCM[80]
- スマホゲーム『バンドリ! ガールズバンドパーティ!』（2019年）
- SixTONES『1ST』「じゃない編」（2020年）
- ダンボールワン「品揃え篇」「小ロット篇」「カスタマイズ篇」(2021年6月12日 - ） - のんと共演[81]
- 花王「＃さがそう私の休み休み」プロジェクト[注 1]「休み、休みで、いきましょう。」篇 (2021年9月22日 -) - 上野樹里・3時のヒロインと共演[82]
- アートネイチャー「ちょっとプラス体験/草野球」篇（2024年8月29日 - ） - 風間俊介・浜野謙太と共演[83]

### 雑誌
- acteur 2014年3月号
- クイック・ジャパン Vol.115（2014年）

### 舞台
- 博多座十一月花形歌舞伎「石川五右衛門」（2016年11月3日 - 25日）[84]
- 市川海老蔵 第4回自主公演「『ABKAI 2017』石川五右衛門 外伝」（2017年6月9日 - 25日） - 足柄金蔵 役[85]
- Toho & cube present「火星の二人」（2018年4月10日 - 6月3日） - 楠見 役[86]
- ニッポン放送プロデュース ふぉ〜ゆ〜主演「放課後の厨房男子」（2018年10月18日 - 11月4日） - 水野優也 役[87]
- TEAM NACS SORO PRODUCE 戸次重幸 「MONSTER MATES」（2019年2月8日 - 3月3日） - 今野正志 役[88]
- 倉山の試み 第2弾「ここにはいない彼女」（2019年4月24日 - 29日） - 島田忠輔役 役
- ニッポン放送プロデュース ふぉ〜ゆ〜主演「放課後の厨房男子 リターンマッチは恋の味 篇」（2019年11月1日 - 12月8日） - 水野優也 役
- 三密回避シチュエーションオムニバス舞台『デジタル本多劇場』～まだ、近づきたくても近づけない人々の悲喜交々～「異常ありません」（2020年8月15日 - 16日） - 品川一等兵 役
- コントと音楽 vol.02「他人関係」（2020年9月9日 - 14日） - 前野 役
- PARCO STAGE @ONLINE「仮面夫婦の鑑」（2020年10月8日） - 夫 役
- ニッポン放送プロデュース ふぉ〜ゆ〜主演「放課後の厨房男子 まかない飯とShall we dance? 篇」（2020年10月31日 - 11月29日） - 水野優也 役
- コントと音楽 vol.2.5 番外配信編（2021年5月11日 - 25日） - 前野 役
- ニッポン放送プロデュース公演「BORN 2 DIE」（2021年11月3日 - 12月5日） - ハシーム、土長みさえ 役
- 粛々と運針（2022年3月8日 - 27日、東京・PARCO劇場、4月8日 - 10日 / 大阪・森ノ宮ピロティホール）[89]
- ニッポン放送プロデュース公演　劇団尺伸ばし「隅田川ヤングロード物語 〜嗚呼！そりゃあいけねえぜ！〜」（2022年10月22日 - 30日、ヒューリックホール東京 / 11月12日 - 18日、よみうり大手町ホール / 11月26日・27日、松下IMPホール） - たね　役[90]
- TEAM NACS Solo Project 5D2 -FIVE DIMENSIONS II- 戸次重幸『幾つの大罪〜How many sins are there？〜』（2023年4月15 - 23日、東京：EX THEATER ROPPONGI / 4月28日 - 30日、大阪：森ノ宮ピロティホール / 5月5日 - 7日、札幌：カナモトホール） - 小倉トニー 役
- 舞台リトルビット「リトルサマー」（2025年6月25日 - 29日〈予定〉、浅草九劇）[91]
- ハロルドとモード『HAROLD AND MAUDE』（2025年9月30日 - 10月10日〈予定〉、東京：EX THEATER ROPPONGI / 10月16日 - 18日〈予定〉、大坂：森ノ宮ピロティホール）[92]

## 監督作品
- おじいちゃんの日本刀（2006年） - 兼脚本
- ベンチカップルららばい（2007年） - 兼脚本
- ショッキングピンク（2008年） - 兼脚本・主演  大阪芸術大学卒業制作作品
- GOGOまりこ（2008年） - 兼脚本・出演  大阪芸術大学卒業制作作品
- 脚の生えたおたまじゃくし（2009年） - 兼脚本・主演  第5回CO2企画制作部門作品
- 青春H ぱぴぃオールドマン（2012年） - 兼脚本・出演　「青春H2」第9作目
- 筋肉痛少女（2013年6月8日公開） - 兼脚本　「バナナvsピーチまつり」の1作
- 春夫と亮二第一話河童（2017年） - 兼出演

### テレビ
- 青山ワンセグ開発「ねんりき!北石器山高校超能力研究所」（2014年2月7日、NHK Eテレ）
- ゴーストレート（2015年5月、フジテレビTWO）
- 謎解きLIVE 忍びの里殺人事件（2014年9月14日・15日、NHK BSプレミアム）
  - 謎解きLIVE 四角館の密室（2016年1月23日・24日、NHK BSプレミアム）

## 楽曲
- グミの声（「ニセ太郎」名義、2017年4月1日）
- 見たこともないレシピ（「菅田偽暉」名義、2017年4月1日）
  - 2曲共にauのエイプリルフール企画として2017年4月1日〜7日の期間限定で特設サイトにて公開[93][94]。

## 大使
- 静岡県伊豆河津町 河津観光PR大使（2014年9月 - ）
- おかやま晴れの国大使（2016年 - ）